# گه شینای
گه شینای (انگلیسی: Ge Xin'ai؛ زادهٔ ۱۹۵۳) یک بازیکن تنیس روی میز اهل جمهوری خلق چین است. 
وی در مسابقات کشوری و بین‌المللی در مجموع برنده ۵ مدال طلا، ۳ مدال نقره، ۴ مدال برنز شده‌است.